# Vila Cova da Lixa e Borba de Godim
Vila Cova da Lixa e Borba de Godim (oficialmente: União das Freguesias de Vila Cova da Lixa e Borba de Godim) é uma freguesia portuguesa do município de Felgueiras, com 13,46 km² de área e 6081 habitantes (censo de 2021). A sua densidade populacional é 451,8 hab./km².

## História
Foi constituída em 2013, no âmbito de uma reforma administrativa nacional, pela agregação das antigas freguesias de Vila Cova da Lixa e Borba de Godim e tem a sede em Vila Cova da Lixa.

## Demografia
A população registada nos censos foi:
| Distribuição da População por Grupos Etários | Distribuição da População por Grupos Etários | Distribuição da População por Grupos Etários | Distribuição da População por Grupos Etários | Distribuição da População por Grupos Etários | Distribuição da População por Grupos Etários |
| -------------------------------------------- | -------------------------------------------- | -------------------------------------------- | -------------------------------------------- | -------------------------------------------- | -------------------------------------------- |
| Antes da agregação                           |                                              |                                              |                                              |                                              |                                              |
| Ano                                          | 0-14 anos                                    | 15-24 anos                                   | 25-64 anos                                   | >= 65 anos                                   | Total                                        |
| 2001                                         | 1033                                         | 847                                          | 2897                                         | 713                                          | 5490                                         |
| 2011                                         | 1034                                         | 752                                          | 3468                                         | 937                                          | 6191                                         |
| Após a agregação                             |                                              |                                              |                                              |                                              |                                              |
| Ano                                          | 0-14 anos                                    | 15-24 anos                                   | 25-64 anos                                   | >= 65 anos                                   | Total                                        |
| 2021                                         | 794                                          | 701                                          | 3359                                         | 1227                                         | 6081                                         |